# Hunter S. Thompson
Hunter Stockton Thompson (18. juli 1937 – 20. februar 2005) var en amerikansk journalist og forfatter. Han var kendt for sin farverige fortællestil, særligt brugt i Fear and Loathing in Las Vegas (dansk titel: Frygt og lede i Las Vegas), som udviskede grænserne mellem forfatter og subjekt, fakta og fiktion. Stilen blev kendt som gonzo-journalistik. Thompson begik selvmord i sit hjem i Woody Creek, Colorado i en alder af 67 år. Han skrev også under pseudonymet Raoul Duke.
Han har været inspiration til figuren Duke i Garry Trudeaus tegneserie "Doonesbury".
I 1998 blev Fear and Loathing in Las Vegas filmatiseret af Terry Gilliam med Johnny Depp som Raoul Duke og Benicio Del Toro som Dr. Gonzo. I 2005 blev en ny film sat under produktion baseret på The Rum Diary, med Johnny Depp og Aaron Eckhart i hovedrollerne. Filmen udkom d. 28 oktober 2011 i USA.
Hunter S. Thompons sidste ord i sit afskedsbrev var:
"Ikke Flere Lege. Ikke Flere Bomber. Ikke Flere Gåture. Ikke mere sjov. Ikke Mere Svømning. 67. Det er 17 år efter 50. 17 mere end jeg skulle bruge eller ville have. Kedeligt. Jeg brokker mig altid. Ikke Sjov - for nogen. 67. Du er ved at blive grådig. Opfør dig på din egen gamle alder. Slap af - Dette kommer ikke til at gøre ondt."